# İbrahim Bölükbaşı
İbrahim Bölükbaşı (ur. 1 grudnia 1990) – turecki zapaśnik w stylu wolnym. Dwukrotny olimpijczyk. Piąty w Londynie 2012 w wadze 84 kg i siedemnasty w Rio de Janeiro 2016 w kategorii 97 kg.
Ósmy na mistrzostwach świata w 2015. Piąty w mistrzostwach Europy w 2011 i 2019. Dziewiąty na igrzyskach europejskich w 2015. Siódmy w Pucharze Świata w 2012; ósmy w 2015, a dziesiąty i trzynasty w 2013. Mistrz śródziemnomorski w 2010. Wicemistrz świata I Europy juniorów w 2010 roku.